# 馬魯斯自動手槍
馬魯斯自動手槍（Mars automatic pistol），有時也會被稱為威百利—馬魯斯（Webley-Mars），是一款由英格蘭人休·加貝特-費爾法克斯於1900年設計的半自動手槍，由位於伯明翰的“馬魯斯自動手槍集團有限公司”（Mars Automatic Pistol Syndicate Ltd.）所銷售。該槍最初由威百利＆斯科特（Webley & Scott）負責生產，後來改由其他位於伯明翰和倫敦的小公司製造，直到該槍於1907年停產。

## 歷史及設計特徵
馬魯斯自動手槍有三種不同口徑的版本，分別為：8.5毫米、9毫米和.45英寸口徑型。該槍使用的都是裝藥量較多的頸瓶式藥筒，尤其是其.45口徑型，曾經一度為世界上威力最強大的手槍。馬魯斯採用一種獨特的長行程後座作用及轉拴式槍栓原理運作，在退膛時會把彈殼直接從後方拋出，供彈時則會把子彈從彈匣內抓起並拉向槍機的後方，然後再將其送往膛室。
設計者嘗試向英軍推銷馬魯斯自動手槍，以作為威百利轉輪手槍的替代品，但後來卻被英國陸軍部所拒絕。原因是在測試期間該槍的後座力被指是大得不可接受，射擊時釋出的槍口焰也同樣巨大，另外還考慮到該槍的內部結構較複雜，故並不適合作軍用武器。據指，於1902年在海軍射擊學校負責對馬魯斯手槍進行測試的上尉曾指出：“沒有人在以該手槍打過一槍後會再想打第二次”（No one who fired once with the pistol wished to shoot it again）。他形容在使用馬魯斯手槍射擊時“尤其令人不快和緊張”（singularly unpleasant and alarming）。
馬魯斯手槍作為半自動手槍的黎明期產物，數量也相當稀小，因此目前成為了價格高昂的收藏品。

## 外部連結
- YouTube上的Mars Automatic Pistol at Forgotten Weapons